# Somatidia
Somatidia is een kevergeslacht uit de familie van de boktorren (Cerambycidae). De wetenschappelijke naam van het geslacht werd voor het eerst geldig gepubliceerd in 1864 door Thomson.

## Soorten
Somatidia omvat de volgende soorten:
- Somatidia aranea Olliff, 1889
- Somatidia flavidorsis Broun, 1917
- Somatidia halli Broun, 1914
- Somatidia laevior Broun, 1893
- Somatidia laevithorax Breuning, 1940
- Somatidia maculata Broun, 1921
- Somatidia metallica Breuning, 1982
- Somatidia pinguis Broun, 1913
- Somatidia rufescens Breuning, 1940
- Somatidia suffusa Broun, 1917
- Somatidia fauveli Breuning, 1951
- Somatidia angusta Broun, 1880
- Somatidia costifer Broun, 1893
- Somatidia laevinotata Broun, 1917
- Somatidia nodularia Broun, 1913
- Somatidia picticornis Broun, 1895
- Somatidia posticalis Broun, 1913
- Somatidia spectabilis Broun, 1917
- Somatidia testacea Broun, 1909
- Somatidia websteriana Broun, 1909
- Somatidia fulvipes Broun, 1923
- Somatidia lineifera Broun, 1909
- Somatidia spinicollis Broun, 1893
- Somatidia kaszabi Breuning, 1975
- Somatidia ampliata Breuning, 1940
- Somatidia convexa Broun, 1893
- Somatidia latula Broun, 1893
- Somatidia pennulata Broun, 1921
- Somatidia ptinoides Bates, 1874
- Somatidia ruficornis Broun, 1914
- Somatidia waitei Broun, 1911
- Somatidia helmsi Sharp, 1882
- Somatidia albicoma Broun, 1893
- Somatidia corticola Broun, 1913
- Somatidia crassipes Broun, 1883
- Somatidia diversa Broun, 1880
- Somatidia nitida Broun, 1880
- Somatidia parvula Broun, 1917
- Somatidia pictipes Broun, 1880
- Somatidia pulchella Olliff, 1889
- Somatidia tenebrica Broun, 1893
- Somatidia terrestre Broun, 1880
- Somatidia testudo Broun, 1904
- Somatidia australiae Carter, 1926
- Somatidia capillosa Olliff, 1889
- Somatidia olliffi Lea, 1929
- Somatidia pernitida McKeown, 1940
- Somatidia tricolor Lea, 1929
- Somatidia villosa Lea, 1929
- Somatidia antarctica (White, 1846)
- Somatidia grandis Broun, 1893
- Somatidia longipes Sharp, 1878
- Somatidia simplex Broun, 1893